# (51) Немауза
(51) Немауза (лат. Nemausa) — астероид главного пояса, принадлежащий к тёмному спектральному классу C. Он был открыт 22 января 1858 года французским астрономом А. Лораном в городе Ним, Франция и назван в честь латинского названия этого города и кельтского бога Немауза, покровителя этого города.

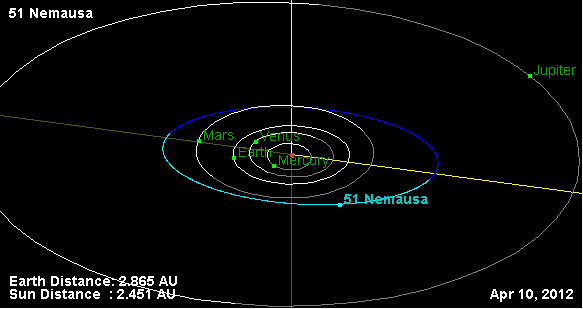
Орбита астероида Немауза и его положение в Солнечной системе

О самом открывателе астероида, неком А. Лоране, открывшем только этот астероид, почти ничего не известно, даже имени. Открытие произошло в частной обсерватории, которую ранее занимал Бенжамин Вальц, перебравшийся в Марсельскую обсерваторию на должность директора.
Немауза близка по своему составу к карликовой планете Церере и может содержать воду в объёме около 14 %. Японский инфракрасный спутник Akari выявил наличие на Немаузе гидратированных минералов.
На основании измерений кривой блеска было выдвинуто предположение о возможности наличия у этого астероида небольшого спутника.
Наблюдениями обнаружены значительные неоднородности в распределении химико-минералогического состава поверхностного вещества астероида, проявляющиеся при разных фазах вращения.